# Ameli Koloska
Ameli Koloska (née Isermeyer  le 28 septembre 1944 à Dessau) est une athlète allemande, spécialiste du lancer du javelot. 
Elle remporte la médaille d'argent du lancer du javelot lors des championnats d'Europe 1971, devancée par la Polonaise Daniela Jaworska. Elle se classe 11e en 1966 et 8e en 1974.
Elle se classe 7e des Jeux olympiques de 1968 et est éliminée dès les qualifications lors des Jeux olympiques de 1972.
Elle remporte 7 titres de championne d'Allemagne entre 1967 à 1974.